# Эрнандес, Эйприл Ли
Э́йприл Ли Эрна́ндес (англ. April Lee Hernández; 31 января 1980, Бронкс, Нью-Йорк, США) — американская актриса.

## Биография
Эйприл Ли Эрнандес родилась 31 января 1980 года в Бронксе (штат Нью-Йорк, США) в семье пуэрто-риканского происхождения. Эрнандес изучала диетологию в Хантеровском колледже, но позже ушла из колледжа, чтобы начать комедийную карьеру.
Эйприл Ли снимается в кино с 2000 года.
Эйприл Ли известна своей ролью Евы в драме 2007 года «Писатели свободы», основанной на реальной истории жизни старшеклассницы Марии Рейес.
С 12 мая 2007 года Эйприл Ли замужем за продюсером Хосе Кастильо. У супругов есть две дочери — Саммер Роуз Кастильо (род.30.09.2012) и Лайла Изабела Кастильо (род.23.03.2017).

## Избранная фильмография
| Год  |   | Русское название | Оригинальное название | Роль               |
| ---- | - | ---------------- | --------------------- | ------------------ |
| 2010 | с | Декстер          | Dexter                | офицер Сира Мансон |